# Ричард (король Германии)
Ричард Корнуоллский (англ. Richard of Cornwall; 5 января 1209 года, замок Уинчестер — 2 апреля 1272 года, замок Беркхамстед, Хартфордшир) — английский принц из династии Плантагенетов, король Германии (с 1257 года).

## Биография

Герб Ричарда Корнуэльского.

Сын Иоанна Безземельного и брат короля Англии Генриха III, граф де Пуатье (1225—1243), граф Корнуолла (с 1227 года). Трижды был регентом Англии (в 1253—1254, 1264 и с 1270 года).
В 1240 году Ричард участвовал в крестовом походе в Святую землю. Хотя он не принимал участие в сражениях, ему удалось добиться освобождения пленников, включая Амори Монфорского, а также предать земле тела крестоносцев, погибших при штурме Газы в ноябре 1239 года. Ричард вновь укрепил Аскалон, стены которого были разрушены Саладином. В январе 1242 года он вернулся в Англию.
В 1250 году вступил в союз с папой Иннокентием IV, но в 1252 году отказался от предложенной ему папой короны Сицилии.
После смерти в январе 1256 года Вильгельма Голландского, Ричард принял предложенную ему архиепископом Кёльна и другими князьями немецкую корону (13 января 1257 года). 27 мая 1257 года он добился путем подкупа поддержки курфюрстов и был коронован в Ахене как король римлян. С тех пор он несколько раз появлялся в Германии, издавал законы против разбойников, утвердил привилегии Страсбурга, Хагенау и других имперских городов.
Когда в Англии началась междоусобная война, Ричард стал на сторону своего брата короля Генриха III и в сражении при Льюисе (14 мая 1264 года) попал в плен к Симону де Монфору, где пробыл в заключении 16 месяцев. В последний раз Ричард был в Германии в 1268 году.
Благодаря своим свинцовым и оловянным рудникам в Корнуолле, Ричард был одним из богатейших христианских князей своего времени.

## Браки и потомство
Был женат трижды:
- 1-я жена: (с 30 марта 1231 года) — Изабелла Маршал (9 октября 1200 — 17 января 1240), вторая дочь Уильяма Маршала (1146 — 14 мая 1219), 1-го графа Пембрука, и Изабеллы де Клэр (1172—1220), умерла при рождении четвёртого ребёнка. Дети:
  - Джон (31 января 1232 — 22 сентября 1233)
  - Изабелла (9 сентября 1233 — 10 октября 1234)
  - Генрих (2 ноября 1235 — 13 марта 1271), погиб бездетным при жизни отца, он был убит своими кузенами Ги и Симоном де Монфорами
  - Николас (17 января 1240), умер вскоре после рождения
- 2-я жена: (с 23 ноября 1243 года) — Санча Прованская (1228 — 9 ноября 1261), третья дочь Раймунда Беренгера IV, графа Прованса, и Беатрисы Савойской. Дети:
  - Ричард (1246—1246)
  - Эдмунд (26 декабря 1249 — сентябрь 1300), 2-й граф Корнуолльский с 1272 года, женат (с 6 октября 1272 года) на Маргарите де Клэр (1249—1313)
  - Ричард (1252 — март 1296)
- 3-я жена: (с 16 июня 1269 года) — Беатриса фон Фалькенбург (1253—1277). Брак с Беатрисой был бездетным.

Наследником Ричарда — 2-м графом Корнуоллским — стал сын от второго брака: Эдмунд (1249—1300).
У Ричарда было ещё не менее двух внебрачных сыновей, мужское потомство одного из которых — Ричарда де Корнуолл (ок. 1234 — 1272) — продолжалось ещё не менее четырёх поколений.